# Illice nexa
Illice nexa là một loài bướm đêm thuộc phân họ Arctiinae, họ Erebidae.